# Max Schuler (Politiker)
Max Schuler (eigentlich Johann Maximilian) (* 24. März 1893 in Zweibrücken; † 16. Januar 1967 ebenda) war ein deutscher Jurist und Politiker (CDU).

## Leben
Schuler besuchte bis 1903 die Volksschule und legte 1912 das Abitur am Gymnasium Zweibrücken ab. Er studierte Rechtswissenschaften in München und Kiel. Von 1914 bis 1918 war er Soldat im Ersten Weltkrieg und von 1918 bis 1919 Freikorpsmitglied bei der Bekämpfung der Regierung Eisner in München tätig. Er setzte 1920 sein Studium in München fort. 1923 bestand er das Große Juristische Staatsexamen und wurde Rechtsanwalt in Zweibrücken. Von 1939 bis 1945 leistete er Kriegsdienst (zuletzt als Hauptmann) und wurde 1948 erneut Rechtsanwalt.

## Politik
Von 1919 bis 1933 war er Mitglied der DVP. Vor 1933 war er Aufsichtsrat der Volksbank Zweibrücken. 1932 wurde er Mitglied des Stahlhelms und 1934 vom Stahlhelm in die SA-Reserve übernommen, wo er ab 1940 Scharführer war. Daneben war er von 1937 bis 1945 Mitglied der Nationalsozialistischen Volkswohlfahrt (NSV) und des Nationalsozialistischen Rechtswahrerbund (NSRB).
Die Entscheidung der ZSK Neustadt vom 27. März 1946 lautete: Ablehnung der Zulassung als Rechtsanwalt. Das Urteil der Spruchkammer Neustadt vom 3. März 1948 lautete: Mitläufer bei einer Geldbuße von 600 RM, die durch den infolge der ZSK-Entscheidung entstandenen Schaden als ausgeglichen galt.
Nach dem Krieg war er Gründungsmitglied der CDU. 1951 wurde er in den zweiten Landtag Rheinland-Pfalz gewählt, dem er drei Wahlperioden lang bis 1963 angehörte. Im Landtag war er in der zweiten Wahlperiode Mitglied im Hauptausschuss und Rechts- und Geschäftsordnungsausschuss. In der dritten Wahlperiode gehörte er dem Rechts- und dem Zwischenausschuss, in der vierten Wahlperiode dem Zwischenausschuss.